# Асадов, Гейдар Ханыш оглы
Гейдар Ханыш оглы Асадов (азерб. Heydər Xanış oğlu Əsədov; род. 24 октября 1959, Сисианский район) — азербайджанский государственный деятель. Министр сельского хозяйства Азербайджана (2013—2018). Депутат Национального собрания Азербайджана VII созыва (с 2024).

## Биография
Гейдар Ханыш оглы Асадов родился 24 октября 1959 года. В 1978 году окончил факультет бухгалтерского учёта Бакинского советского коммерческого техникума. В 1983 году окончил учётно-экономический факультет Азербайджанского института народного хозяйства.
В 1978—1984 годах во время учёбы в институте работал бухгалтером, старшим бухгалтером, старшим инспектором.  
В 1983—1992 годах работал преподавателем, старшим преподавателем Азербайджанского государственного экономического института. 
В 1987 году защитил диссертацию в МГУ имени M. В. Ломоносова и получил степень кандидата экономических наук.
С 1992 по 1995 год являлся докторантом Университета Мармара (Турция).
C 21 февраля 1995 по 18 апреля 2007 года являлся заместителем министра финансов Азербайджана. 
С 1996 по 2007 год являлся также генеральным директором Главного государственного казначейства Азербайджана. 
Председатель Счётной палаты Азербайджана (17 апреля 2007 — 22 ноября 2013).
Министр сельского хозяйства Азербайджана (22 октября 2013 — 21 апреля 2018).
Ректор Азербайджанской Государственной морской академии (3 апреля 2019 — 23 сентября 2024).
Депутат парламента Азербайджана VII созыва (с сентября 2024).
Является автором трёх монографий и более 30 научных работ.

## Награды
- Орден «За службу Отечеству» 2-й степени (31 октября 2011, в связи с 10-летием создания Счётной палаты Азербайджанской Республики и за особые заслуги в деятельности Палаты)[13]
- Орден «Слава» (29 октября 2019, за заслуги в развитии образования в Азербайджанской Республике)[14][15]
- Медаль «100-летие Азербайджанской Демократической Республики» (2019)